# Californian
SV Californian – dwumasztowy szkuner, zbudowany w 1984 roku.

## Historia i rejsy
Zbudowany jako replika C.W. Lawrence. Pierwowzór patrolował pod banderą Kalifornii (Nautical Heritage Society) jej wybrzeże w latach 50. XIX w. Zawijał także na Hawaje oraz do portów Meksyku i Wschodniego Wybrzeża Stanów Zjednoczonych.
Szkuner w 1984 r. podczas XXIII Letnich Igrzysk Olimpijskich w Los Angeles był wizytówką stanu Kalifornia.
Po latach eksploatacji został odrestaurowany i zakupiony przez Maritim Muzeum w San Diego. Obecnie służy, jako jednostka do edukacji morskiej.
Jest flagowym żaglowcem stanu Kalifornia od dnia 23 lipca 2003.